# Discovery NCC-1031
U.S.S. Discovery – fikcyjny statek kosmiczny Zjednoczonej Federacji Planet, klasa Crossfield, numer rejestrowy NCC-1031 z serialu Star Trek: Discovery, oddany do użytku w XXIII wieku. Okręt osiąga maksymalną prędkość – pozwalającą mu pokonać 90 lat świetlnych w 1,3 sekundy – dzięki eksperymentalnemu napędowi opartemu na stworzeniach zwanych niesporczakami. Okręt mierzy ok. 750,5 m długości i posiada 15 pokładów.
U.S.S. Discovery odegrał kluczową rolę w początkowej fazie wybuchłej w 2256 roku wojny z jednoczącym się Imperium Klingońskim.

## Załoga statku (wybrane postacie)
- kapitan Gabriel Lorca (aktor: Jason Isaacs)
- komandor Michael Burnham (Sonequa Martin-Green)
- komandor Saru (Doug Jones)
- specjalista Ash Tyler (Shazad Latif)
- komandor porucznik Paul Stamets (Anthony Rapp)
- chorąży Sylvia Tilly (Mary Wiseman)
- doktor Hugh Culber (Wilson Cruz)
- porucznik Keyla Detmer (Emily Coutts)
- porucznik Airiam (Sara Mitich)
- porucznik Joann Owosekun (Oyin Oladejo)
- doktor Tracy Pollard (Raven Dauda)